# 盧園
盧園（1921年11月17日—1947年3月18日），臺灣教育工作者，三芝鄉北新莊人，曾任淡水中學化學教師，於1947年3月二二八事件中被國民革命軍軍人無故開槍殺害，死時27歲，是二二八事件中的受難者之一。

## 生平
盧園是次男，1921年11月17日生於日治臺灣臺北州淡水郡三芝庄北新莊（今屬新北市三芝區）的一個地主家庭，他的父親擁有田地．育有四兒三女，在兄弟姊妹中盧園的教育程度最高。小時候盧園讀於北新莊公學校，後就讀於淡水公學校（今淡水國小）高等科（相當於國民政府的初中），與前中華民國總統李登輝是同班同學，後來盧園進入淡水中學，在校內學習劍道，曾受日本人校長有坂一世的教導。中學畢業後，盧園赴日本留學，就讀於長野縣上田專門學校纖維化學科，1944年畢業後在四國纖維場工作，第二次世界大战末期被日本政府徵召入伍並在當地當兵，最終的官階是中尉。戰爭結束後盧園回到淡水中學擔任化學教師，期間住在學校的日式教師宿舍，他的母親為了照顧他而搬過去跟他同住。

### 二二八事件中遇難
1947年發生二二八事件後，臺灣實施戒嚴，淡水中學校長宣布停課讓師生暫避紛亂，3月10日，一名叫郭曉鐘的未及返家的淡江中學學生在街上被國民革命軍軍人槍殺，時淡江中學校長陳能通牧師和體育老師兼訓導主任黃阿統立刻將遺體運到學校體育館內的儲藏室暫放。隔天早上黃阿統回校查看，隨後國軍部隊突然進入校園，衝進校長宿舍強行拉走陳能通和他的父親陳旺，盧園得知校長被抓後離開宿舍趕去營救。另外，3月11日當天原為盧園訂婚的日子。
盧園到達教師宿舍外門邊圍牆後遇到兩個國軍軍人，一人持槍指著他，一人過來盤查搜身，後來軍人無故向盧園開槍，打中他的右肩，被槍擊後躺在地上，血流一地，下半身失去知覺，上半身雙手等部位反應正常。盧園被發現後先由藥劑師朋友杜宗懷止痛止血，後來本打算送往雙連馬偕病院，但因戒嚴一時找不到車子，直到中午時盧園姊姊的朋友找到一部卡車把他送往醫院，但因戒嚴關係，陸路封鎖，車子無法通過圓山而轉送北投一家外科醫院急救，數日後在朋友的幫忙下經淡水河以舢舨送往馬偕病院救治。3月17日，盧園的傷勢嚴重惡化，翌日不治身亡，死時27歲，其遺體被運到北新莊祖墓安葬。盧園死前說當時以為那些軍人只是用槍指嚇他，不知道他們有殺意，所以沒有提防，否則可能閃避得了。

## 後續
二二八事件紀念基金會第四屆董事會通過的「二二八事件受難案件處理報告書」中表示：「依據二二八事件處理及補償條例，財團法人二二八事件紀念基金會第六十一次董事會決議：盧園先生因二二八事件遭受公務員及公權力侵害以致死亡，認定其為二二八事件受難者並給予補償。」